# NGC 22
NGC 22는 페가수스자리에 위치한 나선 은하이다.